# Tatiana Okupnik
Tatiana Olga Okupnik o Tatiana (Łódź Polonia, 2 de septiembre de 1978) es una cantautora, autora y compositora de música de Polonia.

## Vida y carrera
Tatiana Okupnik nació en Łódź, Polonia en 1978, creció escuchando a Led Zeppelin y lo mejor del rock y el pop occidental en casetes grabados de Radio Luxemburgo y la BBC.
A mediados de la década de 1990, Tatiana comenzó a cantar y tomar lecciones de baile. Haciendo caso omiso de las bandas de adolescentes contemporáneos, que en vez modelado su voz en los grandes como Janis Joplin, Chaka Khan y Robert Plant.
En 1998, Tatiana se había convertido en la cantante de la banda polaca Blue Café. Que fue conocida por su pop y soul latino, una sensación nacional de Polonia, y consiguió un disco de platino en "Fanaberia" (2002) y una de oro en "Demi Sec" (2004). En 2006, Tatiana se lanzó como solista y también encontró tiempo para graduarse de la universidad con fluidez inglés, francés y español. Tatiana dio a conocer un álbum en solitario para el mercado polaco ("On My Own", 2007), que se produjo en Nueva York por el jazz-funk leyenda Lenny White. El álbum fue disco de oro.
Tatiana se trasladó a Londres en 2010, donde comenzó a trabajar con el nuevo equipo musical detrás de su álbum debut como solista internacional actual "Spider Web" (telaraña). Clave entre el equipo fue escritor y productor Tim Hutton, el hombre que, de acuerdo con Andy Cato "poner la ranura de Groove Armada". Hutton también escribió el éxito internacional "Song for Mutya" y ha escrito extensamente de Ian Brown y The Prodigy. El álbum "Spider Web" fue escrito por Tatiana y Tim Hutton, producido por este y grabado en los legendarios estudios Sarm y Air en Londres. "Spider Web" (La tela de araña) solo fue grabado en Studio Graneros Kent y producido por Denis Ingoldsby y Andy Murray. Es dirigió por Tatiana y Dave Fowler en Capital Artists.

## Discografía

### Álbum
- 2007: On My Own
- 2011: Spider Web

### Sencillos
- Don't Hold Back (2007)
- Keep It on the Low (2007)
- Kogo kocham (2008)
- Valentine (con Wyclef Jean) (2009)
- Maximum (2009)
- Spider Web (2011)
- Been a Fool (2011)